# 辛王后 (前凉)
辛王后（?—?），前凉威王张祚的王后。关于她是王后还是皇后，史书有不同记载。《晋书》称和平元年（354年）正月，张祚叛晋称帝，立辛氏为皇后。《资治通鉴》称和平元年（354年）正月，张祚建元称王，立辛氏为王后。